# Hongkong
22°16′42″N 114°09′32″Ø / 22.27833°N 114.15889°Ø
Hongkong (香港) er en særlig administrativ region ved det Østkinesiske Hav i det sydlige Kina med grænse til den kinesiske provins Guangdong. Hongkong, der var britisk, bestod oprindeligt udelukkende af øen Hongkong og den over for liggende halvø Kowloon samt en enkelt mindre ø. Efter en periode viste området sig at være for begrænset, og Storbritannien indgik en lejeaftale med Kina om et større landområde nord for Kowloon samt en række omkringliggende øer. Disse lejede områder blev betegnet New Territories. Byen Hongkong ligger på Hongkongøens nordside, hvor det smalle stræde mellem Hongkongøen og Kowloon udgør de ideelle naturmæssige betingelser for havnen Victoria Harbour.
Hongkong, som fra 26. januar 1841 var britisk kronkoloni, blev overdraget til Kina i 1997, og har i dag begrænset selvstyre under den kinesiske regering. Hongkongs indbyggertal ligger på omkring syv millioner, og landarealet er cirka 1.100 kvadratkilometer. Verdens tættest befolkede lokalitet, Mong Kok, ligger i Hongkong.

## Historie
Under den Første opiumskrig i 1841 besatte englænderne Hongkongøen, og Kina afstod den året efter. Hongkong blev derefter en britisk kronkoloni og et vigtigt handelscentrum. Under den Anden opiumskrig (1856 – 1860) fik briterne også kontrol over Kowloon. I 1898 indgik briterne en lejeaftale vedrørende New Territories 99 år frem. Mellem 1941 til 1945 var Hongkong besat af japanerne efter et slag om Hongkong under 2. verdenskrig. Efter kommunisternes magtovertagelse i Kina i 1949 kom over en million flygtninge til Hongkong, som voksede til en betydningsfuld industriby. Efter at Kina ikke forlængede lejeaftalen blev Kina og Storbritannien i 1984 enige om, at hele Hongkongområdet skulle overdrages til Kina i 1997, som en speciel administrativ region. Den 1. juli 1997 blev Hongkong således kinesisk, men aftalen gav Hongkong ret til at beholde sin kapitalistiske økonomi, sin styreform og alle borgerrettigheder i mindst 50 år. Trods dette har regeringen i Beijing vedtaget love med henblik på at formindske Hongkongs selvstyre, hvilket har ført til omfattende protester og demonstrationer. Seneste eksempel på dette var da regeringen i Beijing ville ændre valgloven i Hongkong, sådan at borgerne i Hongkong kun vil kunne stemme på kandidater, der er blevet godkendt på forhånd af regeringen i Beijing. Dette førte til demonstrationerne i Hongkong i 2014 - også kaldet Paraplybevægelsen og Paraplyrevolutionen.

## Økonomi
I 1950'erne påbegyndtes i Hongkong en intensiv industrialisering, og byen har længe haft en stor fremstillingsindustri af blandt andet tøj, ure, elektronik og legetøj. På grund af stigende lønninger og et mere åbent Kina er en stor del af fremstillingsindustrien i det seneste årti flyttet til Guangdong-provinsen, men der er fortsat udvikling i Hongkong. Turisme er et andet vigtigt erhverv.

## Geografi
Hongkong ligger på den østlige side af Perleflodens udløb i det Østkinesiske Hav. New Territories udgør næsten hele Hongkongområdets areal, men er meget bjergrigt og mindre end en tiendedel af arealet kan opdyrkes. Foruden New Territories og Hongkongøen, som også er bjergrig, består Hongkongområdet af 236 andre øer, af hvilke den største er Lantau. Byen Hongkong er en meget tætbefolket metropol med mange skyskrabere.

## Distrikter
1. Hongkongøerne
2. Kwai Tsing (Kwai Chung og Tsing Yi)
3. Nordlige Hongkong
4. Sai Kung
5. Sha Tin
6. Tai Po
7. Tsuen Wan
8. Tuen Mun
9. Yuen Long
10. Kowloon City
11. Kwun Tong
12. Sham Shui Po
13. Wong Tai Sin
14. Yau Tsim Mong (Yau Ma Tei, Tsim Sha Tsui og Mong Kok)
15. Centrale og vestlige Hongkong
16. Østlige Hongkong
17. Sydlige Hongkong
18. Wan Chai

## Demografi
Efter 2. verdenskrig voksede Hongkongs befolkning betragteligt. Nu bor der ca. 7 mio. indbyggere i Hongkong (6.940.432 pr. juli 2006), af hvilke 98% er kinesere, men der er også en mangfoldighed af kulturer og religioner, som ikke findes mange andre steder i Kina. De vigtigste religioner er buddhisme, taoisme og kristendom, men også islam, konfucianisme og varierende former af hinduisme forekommer.

## Infrastruktur
Det Store Nordiske Telegrafselskab åbnede den 1. januar 1872 den første telegrafforbindelse fra Nordeuropa via Rusland og Sibirien til Japan og Hongkong.
Hong Kong International Airport
 Dette afsnit eller denne liste er kun påbegyndt. Hvis du ved mere om emnet, kan du hjælpe Wikipedia ved at tilføje mere.